# Ульф-Ейлів Рагнвальдсон
Ульф-Ейлів Рагнвальдсон, або Уліб Рагнвальдсон (? — 1036/1037) — син шведського ярла Рагнвальда Ульвсона, який був троюрідним братом княгині Інгігерди. За князя Ярослава Мудрого в Ладозі був окремий князівський престол, який з 1019 року посідав Рагнвальд Ульвсон, потім його син Ульф-Ейлів Рагнвальдсон. Проводив завойовницьку політику; зокрема, у 1035 році здійснив успішний похід до Залізних Воріт у землях племені перм.